# Museo civico Giovanni Fattori

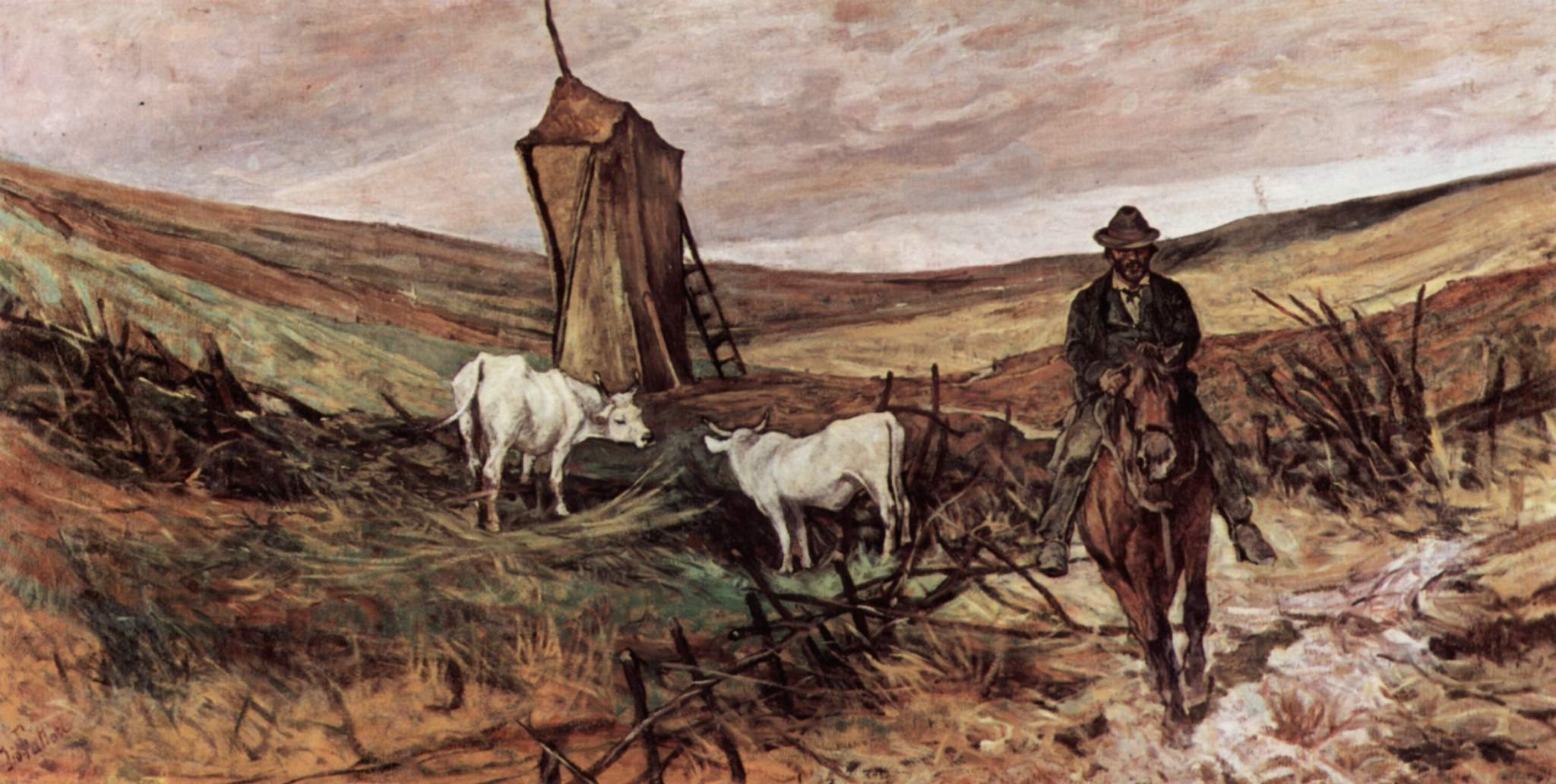
G. Fattori, Campagna romana

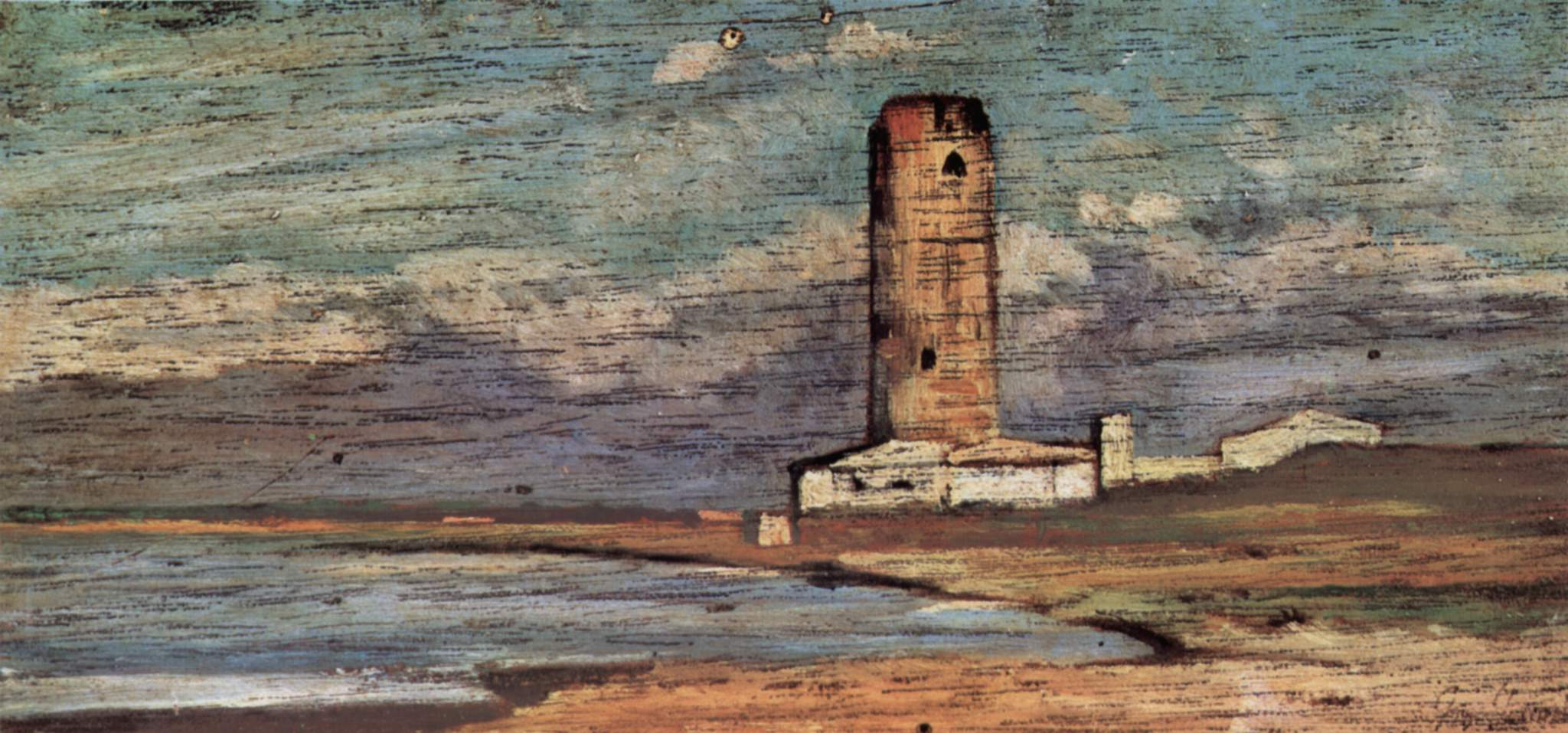
G. Fattori, Torre Rossa

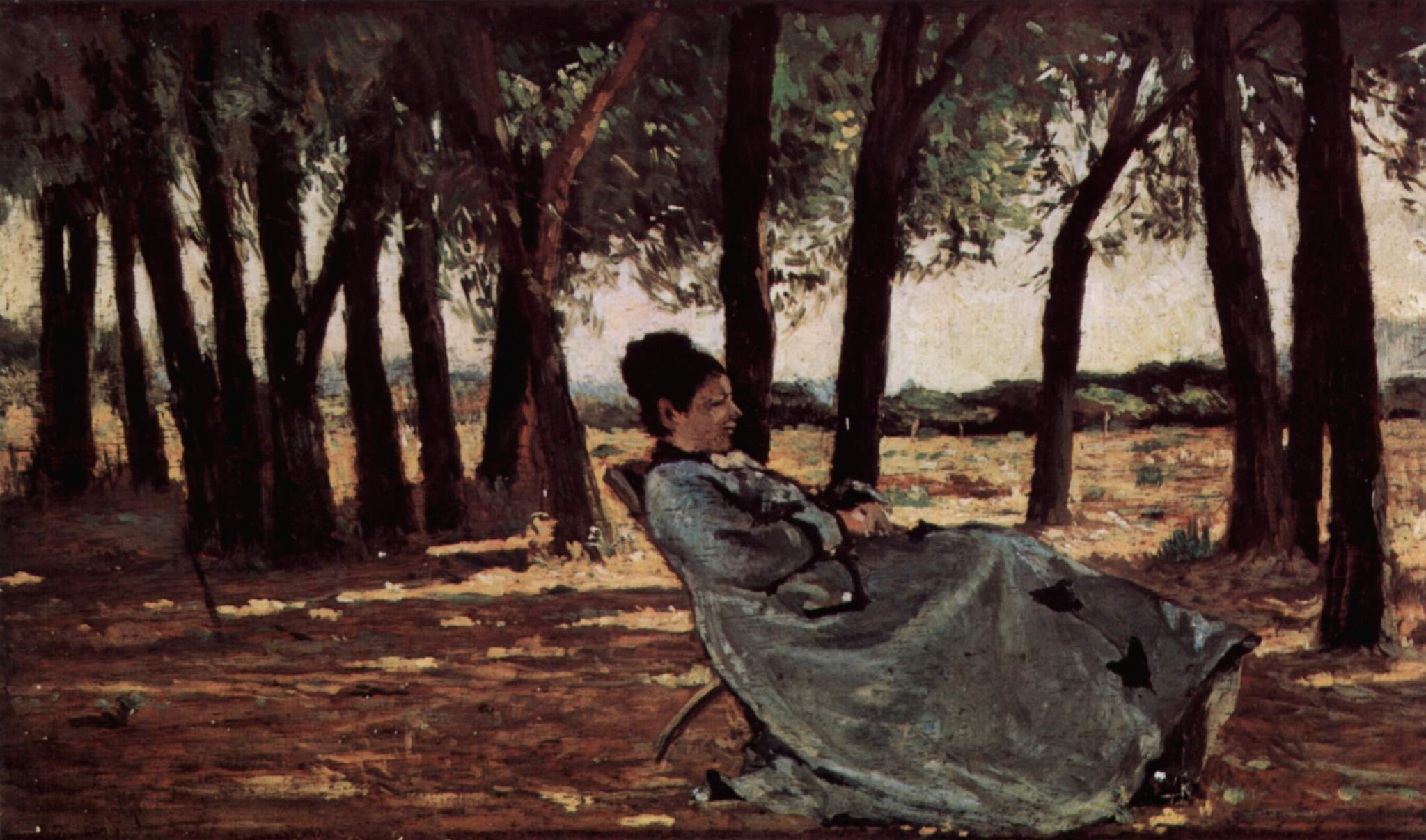
G. Fattori, La signora Martelli a Castiglioncello

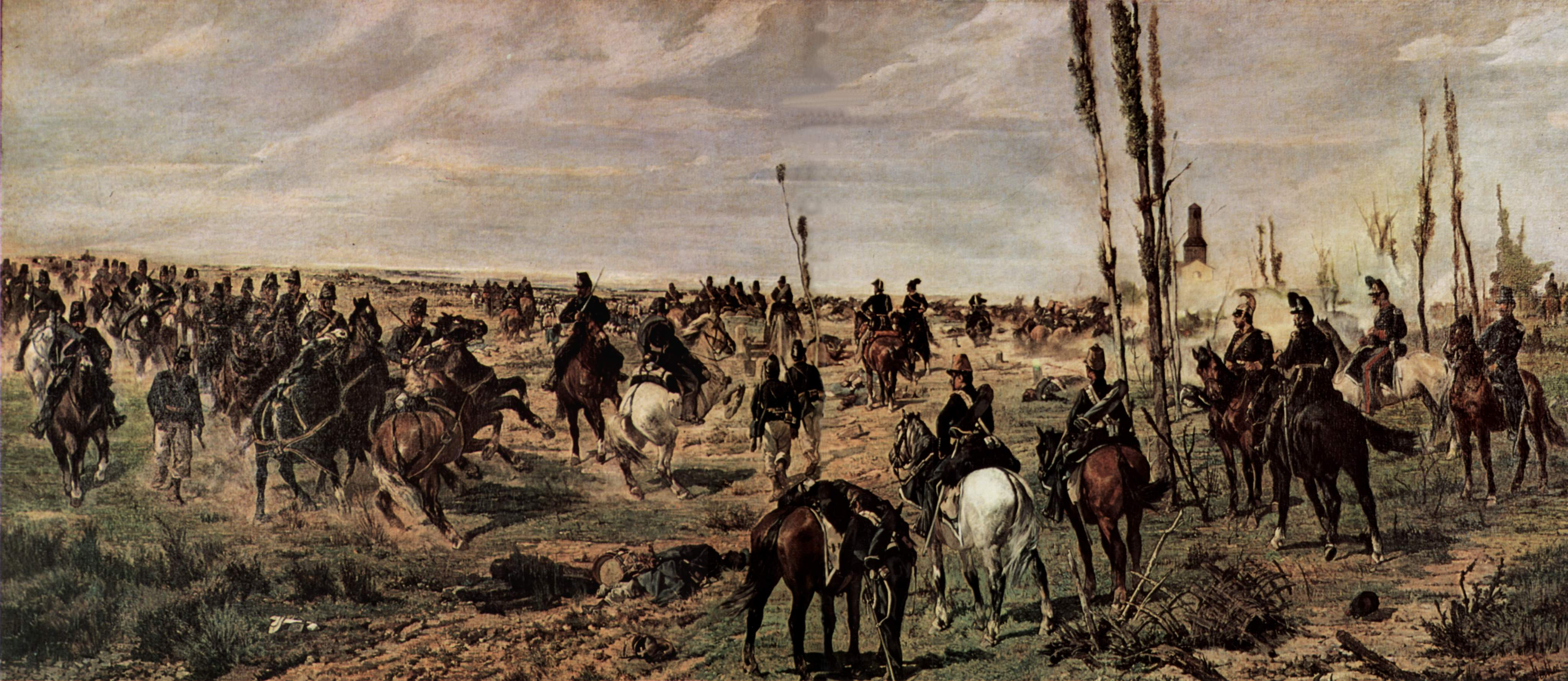
G. Fattori, Assalto a Madonna della Scoperta

Il museo civico Giovanni Fattori è una struttura museale di Livorno; ha sede nella suggestiva cornice di Villa Mimbelli ed è stato inaugurato nel 1994 alla presenza dell'allora Presidente della Repubblica Oscar Luigi Scalfaro.
Il museo ospita una ricca raccolta di dipinti di Giovanni Fattori e di altri macchiaioli e postmacchiaioli.

## Storia
Le origini del museo risalgono al 1877, quando l'amministrazione comunale istituì una pinacoteca dove furono raccolti dipinti di artisti quali Giovanni Fattori, Enrico Pollastrini e Cesare Bartolena.
Successivamente furono acquisite opere di Raffaello Gambogi, Silvestro Lega, Guglielmo Micheli, Adolfo Tommasi, Enrico Banti ed altri.
Tra la fine dell'Ottocento e l'inizio del Novecento la collezione si arricchì di reperti archeologici e di una raccolta numismatica donati nel 1893 da Enrico Chiellini (assieme al dipinto Volontari livornesi di Bartolena), mentre alla morte di Fattori (1908) furono acquistati 250 disegni e 150 acqueforti dello stesso maestro.
Nel 1896 fu inaugurata la nuova e più ampia sede in piazza Guerrazzi.
All'inizio degli anni trenta del XX secolo, il museo fu intitolato a Giovanni Fattori.
Tra le opere ospitate, oltre a quelle citate, vi erano vari bozzetti in gesso di Temistocle Guerrazzi e Bertel Thorvaldsen, un bassorilievo di François Duquesnoy, dipinti di scuola fiamminga del XVII secolo, diversi dipinti della Madonna col bambino risalenti ai secoli XV e XVI, tre mascheroni in bronzo di Pietro Tacca, una collezione di indumenti ufficiali dei gonfalonieri e priori della città, ricordi del generale Enrico Cialdini, di Giuseppe Garibaldi e del Guerrazzi, ritratti di illustri livornesi, oltre ad una ricca sezione archeologica con reperti provenienti dal territorio livornese, tra i quali si ricordano alcune tombe dell'età del ferro e sette urne villanoviane reperite a Quercianella, fibule, anelli, lance, morsi da cavallo in argento e bronzo, oggettistica reperita negli scavi della necropoli dei Lupi con monete di rame del IV e V secolo, vasi romani reperiti tra Ardenza e Quercianella ecc. Vi erano pure modelli d'architettura eseguiti da Arturo Conti e Giovanni Puntoni.
Durante la guerra la raccolta fu trasferita fuori dalla città. Al termine del conflitto una parte della raccolta fu collocata al secondo piano della Villa Fabbricotti ed il resto fu dislocato nei vari uffici e magazzini comunali.
Al contempo la collezione si arricchì di opere di artisti come Plinio Nomellini, Guglielmo Micheli, Serafino De Tivoli, Oscar Ghiglia, Ulvi Liegi; in particolare, fu acquistato un cartone attribuito ad Amedeo Modigliani.
Nel 1994 il museo, composto da solo una parte della collezione, fu trasferito nella Villa Mimbelli.

## Descrizione

### Pian terreno
Il piano terreno di Villa Mimbelli ospita la biglietteria e alcuni locali musealizzati per la loro bellezza architettonica:
- Sala Rossa: l'elegante salone di rappresentanza della famiglia Mimbelli. Sulla volta vi sono delle raffigurazioni allegoriche del Progresso, Industria, Commercio e Pace, dipinti da Eugenio Giuseppe Conti;
- Sala Turca;
- Sala Moresca: una sala da fumo in stile arabo;
- Sala Pollastrini: opere di Enrico Pollastrini, maestro di Fattori.

### Primo piano
Mediante una scala monumentale, ornata con putti ispirati all'opera di Luca della Robbia, si accede al primo piano, dove si aprono le varie sale:
- Sala postmacchiaoli: opere di Oscar Ghiglia, Giovanni Bartolena e un dipinto attribuito ad Amedeo Modigliani (Stradina Toscana);
- Sala Guglielmo Micheli: opere di Guglielmo Micheli, allievo del Fattori e maestro di Modigliani;
- Sala Ulvi Liegi: opere del pittore livornese Ulvi Liegi, realizzate tra gli anni venti e anni trenta del Novecento;
- Sala degli specchi: affrescata da Annibale Gatti con personaggi della letteratura italiana;
- Salottino giallo: affrescata dal medesimo Gatti con la rappresentazione di tema storico Inaugurazione del Monumento ai Quattro Mori, qui esposte alcune opere di Renato Natali e sculture di Italo Griselli e Angiolo Vannetti;
- Sala nera: sala da fumo con decorazioni in ebano e avorio;
- Sala dipinto "Incipit nova aetas": presenta un unico dipinto di Plinio Nomellini, intitolato Incipit nova aetas (408 cm x 310 cm), che rappresenta l'arrivo delle camicie nere a Firenze.

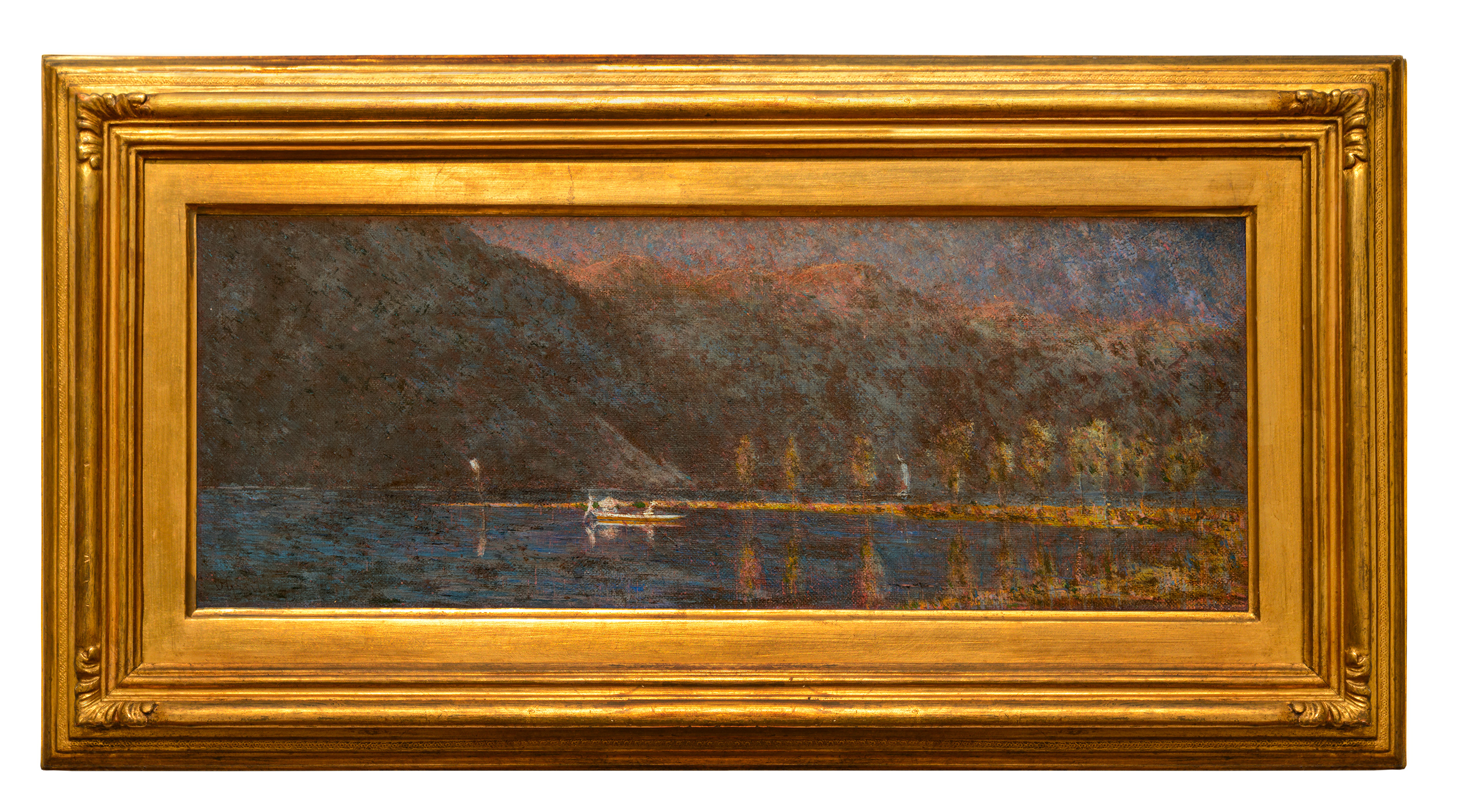
V. Grubicy de Dragon, L'alba dei Signori a Lierna Lago di Como

### Secondo piano
Il secondo piano della villa ospita le opere di Giovanni Fattori e di altri artisti:
- Sale Fattori: sono tre sale dove si possono ammirare ad esempio l'Assalto a Madonna della Scoperta (1868), la Carica di Cavalleria a Montebello (1862), Mandrie Maremmane (1893), Campagna romana (1896), La signora Martelli a Castiglioncello (1867), Ritratto della terza moglie (1905) e la Torre Rossa (1875);
- Sala Macchiaioli: opere di Silvestro Lega, Telemaco Signorini, Cristiano Banti, Serafino De Tivoli, Vincenzo Cabianca, Giovanni Boldini;
- Sale Tommasi: sono due sale in cui sono collocati i dipinti dei fratelli Tommasi (Angelo, Adolfo e Ludovico);
- Sala dei ritratti: opere di Vittorio Corcos, Michele Gordigiani e Leonetto Cappiello;
- Sala Postmacchiaioli e Divisionisti: dipinti di Eugenio Cecconi, Raffaello Gambogi, Vittore Grubicy de Dragon e Benvenuto Benvenuti;
- Sala Plinio Nomellini: opere di Plinio Nomellini, tra i massimi esponenti del divisionismo italiano e allievo dello stesso Fattori.

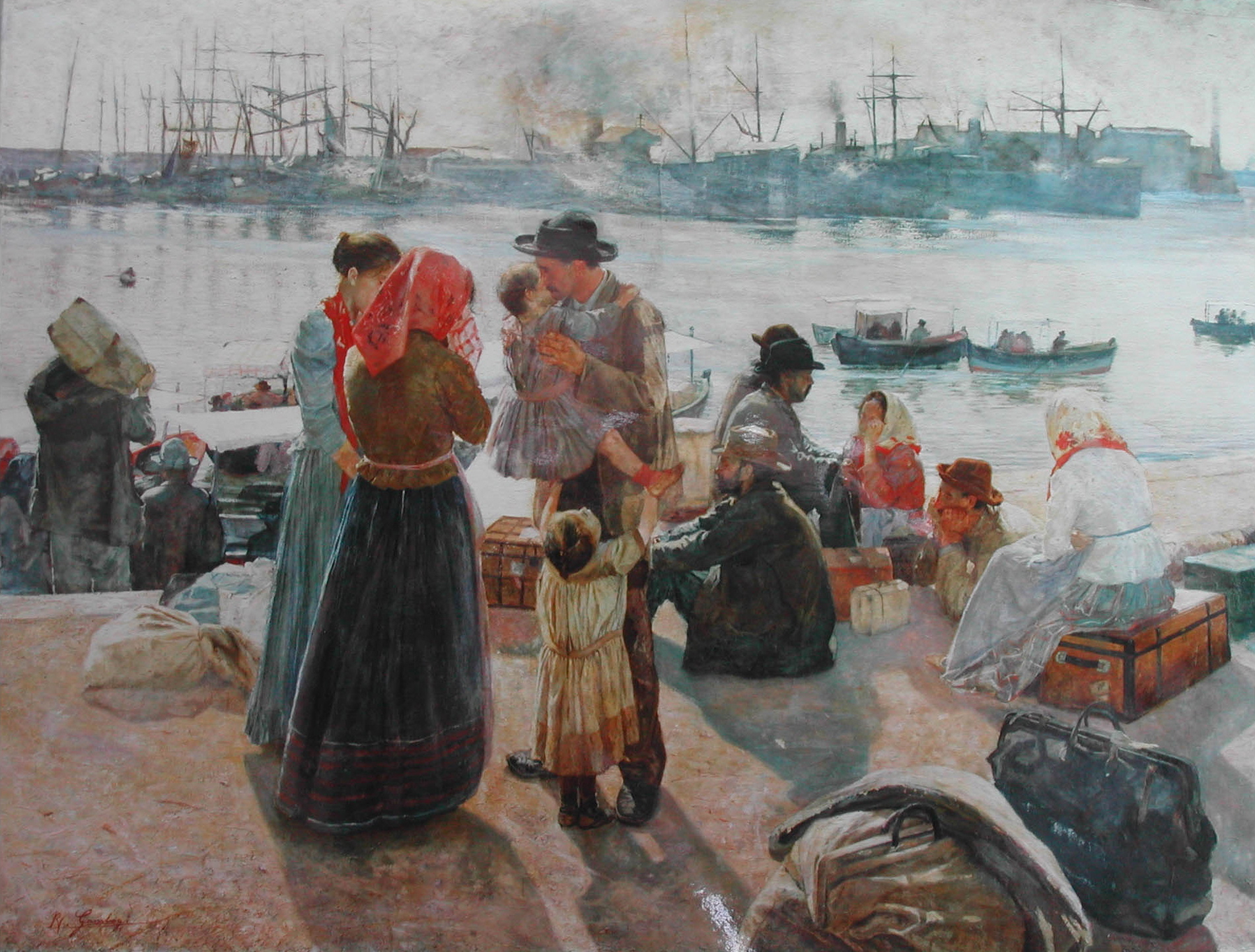
Raffaello Gambogi, Gli emigranti, 1894

### Ex granai
Negli adiacenti granai della villa si tengono invece esposizioni temporanee, tra le quali occorre segnalare una grande mostra allestita tra il 22 aprile ed il 6 luglio 2008, nel centenario della morte di Fattori, dal titolo Giovanni Fattori tra epopea e mito.
Nel 1997 venne allestita una mostra che presentava il patrimonio artistico posseduto dalla Cassa di Risparmi di Livorno dal quale emersero le tendenze artistiche livornesi tra le due guerre, un periodo contraddistinto dalla presenza in città di artisti molto amati nel panorama culturale.

## Premio Combat Prize
Nell'ambito del museo Fattori si tiene annualmente il premio Combat Prize.
Il premio Combat è un progetto, attivo dal 2010, che intende valorizzare e promuovere, in ambito nazionale, la conoscenza di artisti under 50 e under 25. Una giuria seleziona un numero di artisti per diverse categorie: pittura, grafica, fotografia, video, sculture-installazioni. Ogni anno viene anche pubblicato il catalogo a cura di Paolo Batoni ed edito Sillabe.
Il nome del premio deriva dai Combat film che venivano girati in diretta dai cineoperatori dell'esercito americano durante la seconda guerra mondiale per tenere informata la popolazione su ciò che stava succedendo. Il premio vuole proprio documentare l'evolversi del panorama artistico italiano.

## Opere esposte
- Butteri di Giovanni Fattori
- Gli emigranti di Raffaello Gambogi